# Austrotinodes inbio
Austrotinodes inbio là một loài Trichoptera trong họ Ecnomidae. Chúng phân bố ở vùng Tân nhiệt đới.